# Лукайцталь
Лукайцталь (нем. Luckaitztal) — община в Германии, в земле Бранденбург.
Входит в состав района Верхний Шпревальд-Лужица. Подчиняется управлению Альтдёберн.  Население составляет 875 человек (на 31 декабря 2010 года). Занимает площадь 41,72 км².
Коммуна подразделяется на 4 сельских округа.
| Год  | Население |
| ---- | --------- |
| 2005 | 969       |
| 2010 | 893       |